# Samba Diawara
Samba Diawara (ur. 15 marca 1978 w Paryżu) – malijski piłkarz grający na pozycji obrońcy.

## Kariera klubowa
Diawara urodził się w Paryżu, w rodzinie pochodzenia malijskiego. Karierę piłkarską rozpoczął w paryskim klubie Red Star 93. W sezonie 1995/1996 zadebiutował w jego barwach w drugiej lidze francuskiej. Grał w nim do 1999 roku i wtedy też odszedł do pierwszoligowego Troyes AC. W ekstraklasie francuskiej zadebiutował 5 sierpnia 1999 w przegranym 1:2 domowym meczu z Olympique Lyon. W 2000 roku zaczął grać w rezerwach Troyes i grał w nich do 2001 roku.
Latem 2001 Diawara odszedł do drugoligowego FC Istres. Po sezonie gry w tym zespole ponownie zmienił barwy klubowe i odszedł do grającego w trzeciej lidze CS Louhans-Cuiseaux. W Louhans-Cuiseaux grał przez dwa lata.
W 2004 roku Diawara zaczął występować w Belgii. Jego pierwszym klubem w tym kraju był AFC Tubize, którego piłkarzem był przez 3 lata. W 2007 roku przeszedł do ROC Charleroi-Marchienne, z którym w 2009 roku spadł z drugiej do trzeciej ligi. W 2010 roku został piłkarzem innego trzecioligowca, Unionu St. Gilloise.
| Sezon   | Klub                     | Kraj    | Rozgrywki            | Mecze | Bramki |
| ------- | ------------------------ | ------- | -------------------- | ----- | ------ |
| 1995/96 | Red Star 93              | Francja | Ligue 2              | 2     | 0      |
| 1996/97 | Red Star 93              | Francja | Ligue 2              | 8     | 0      |
| 1997/98 | Red Star 93              | Francja | Ligue 2              | 8     | 0      |
| 1998/99 | Red Star 93              | Francja | Ligue 2              | 17    | 0      |
| 1999/00 | Troyes AC                | Francja | Ligue 1              | 10    | 0      |
| 1999/00 | Troyes AC B              | Francja | CFA                  | 12    | 0      |
| 2000/01 | Troyes AC B              | Francja | CFA                  | 13    | 0      |
| 2001/02 | FC Istres                | Francja | Ligue 2              | 14    | 0      |
| 2002/03 | CS Louhans-Cuiseaux      | Francja | Championnat National | 27    | 0      |
| 2003/04 | CS Louhans-Cuiseaux      | Francja | Championnat National | 25    | 1      |
| 2004/05 | AFC Tubize               | Belgia  | Tweede Klasse        | 26    | 0      |
| 2005/06 | AFC Tubize               | Belgia  | Tweede Klasse        | 31    | 1      |
| 2006/07 | AFC Tubize               | Belgia  | Tweede Klasse        | 29    | 0      |
| 2007/08 | ROC Charleroi-Marchienne | Belgia  | Tweede Klasse        | 31    | 2      |
| 2008/09 | ROC Charleroi-Marchienne | Belgia  | Tweede Klasse        | 20    | 1      |
| 2009/10 | ROC Charleroi-Marchienne | Belgia  | III. liga            | 29    | 1      |
| 2010/11 | Union St. Gilloise       | Belgia  | III. liga            | 32    | 3      |
| 2011/12 | AFC Tubize               | Belgia  | Tweede Klasse        | 30    | 2      |
| 2012/13 | AFC Tubize               | Belgia  | Tweede Klasse        | 20    | 1      |
| 2013/14 | AFC Tubize               | Belgia  | Tweede Klasse        | 3     | 0      |

## Kariera reprezentacyjna
W reprezentacji Mali Diawara zadebiutował w 2000 roku. W 2002 roku został powołany do kadry na Puchar Narodów Afryki 2002. Na nim wystąpił w 2 meczach: półfinale z Kamerunem (0:3) i o 3. miejsce z Nigerią (0:1). Z Mali zajął 4. miejsce w tym turnieju.